# 大村純庸
大村 純庸（おおむら すみつね）は、肥前国大村藩6代藩主。俳人大村蘭台としても知られる。

## 生涯
1670年（寛文10年）1月13日、第4代藩主・大村純長の4男として生まれた。1706年（宝永3年）に父が死去すると、家督は異母兄の純尹が継ぎ、純庸は3000石を分与された。やがて純尹の実子がすべて早世したため宝永7年（1710年）に兄の養嗣子となり、1712年（正徳2年）に純尹が死去すると家督を継いだ。
この頃の藩財政は藩内の分限者、特に捕鯨業者の深澤家に頼るところが大きかった。深澤家は代々捕鯨だけではなく地域産業の発展に努め、和時計や江戸の屋敷地を購入し藩に献上したり、火事で類焼した藩の長崎蔵屋敷の再建費用をほとんど供出するなど、その経済力をもって深澤家の権勢は藩主を凌ぐと言われていた。藩はこれらの商人などに借金を重ね、深澤家には藩士待遇を与えていた。1719年（享保4年）5月3日から行き詰まった藩政を立て直すため、家臣の地方知行制を蔵米知行制に変更し、年貢増徴を行い、借金の整理を行った。不漁も重なり深澤家は急速に没落し、逆に藩が扶持を与えて庇護するようになった。
1727年（享保12年）閏1月9日、家督を次男の純富に譲って隠居し、以後は俳諧を趣味として余生を過ごした。
1738年（元文3年）5月13日に大村の向屋敷で死去した。享年69。法号は元通院崇利了翁日貞大居士。

### 俳人大名
純庸は俳諧を趣味とし、俳号を蘭台と名乗っていた。1712年（正徳2年）に27回、1720年（享保5年）に40回以上の俳諧興行を行い、陸奥磐城平藩主の内藤義慨や備中松山藩主の安藤信友と並ぶ大名俳人であった。江戸座の俳人の協力を得て、俳諧一枚摺を数多く作成させた。

## 系譜
父母
- 大村純長（実父）
- 相沢氏 ー 側室（実母）
- 大村純尹（養父）

正室
- 家臣諸星道之の養女 ー 江戸の舞子

側室
- シオ ー 香取氏

子女
- 大村純富（次男）生母は正室
- 大村純皓（三男）
- 熊野富包（大村富包、福田富包）[注釈 3]（五男）生母はシオ（側室）
- 三好富次（七男）生母はシオ（側室）
- 大村吉三郎
- 大村虎之助
- 橘子、雪 ー 家臣大村保勝室
- 幸 ー 家臣大村富敬室後に離縁[注釈 4]
- 峯 ー 家臣針尾保納室
- 大田原友清継室